# Джэксон (округ, Южная Дакота)
Округ Джэксон (англ. Jackson County) располагается в США, штате Южная Дакота. По состоянию на 2000 год, численность населения составляла 2930 человек. Был основан в 1914 году, получил своё название в честь седьмого президента США Эндрю Джексона.

## География
По данным Бюро переписи США, общая площадь округа равняется 4846 км², из которых 4841 км² суша и 5 км² или 0,4 % это водоёмы.

## Демография
По данным переписи населения 2000 года в округе проживает 2 930 жителей в составе 945 домашних хозяйств и 675 семей. Плотность населения составляет около 1 человека на км². На территории округа насчитывается 1 173 жилых строения, при плотности застройки около 1-го строения на км². Расовый состав населения: белые — 50,07 %, афроамериканцы — 0,03 %, коренные американцы (индейцы) — 47,85 %, азиаты — 0,03 %, гавайцы — 0,03 %, представители других рас — 0,14 %, представители двух или более рас — 1,84 %. Испаноязычные составляли 0,41 % населения независимо от расы.
В составе 38,60 % из общего числа домашних хозяйств проживают дети в возрасте до 18 лет, 51,40 % домашних хозяйств представляют собой супружеские пары проживающие вместе, 14,70 % домашних хозяйств представляют собой одиноких женщин без супруга, 28,50 % домашних хозяйств не имеют отношения к семьям, 25,20 % домашних хозяйств состоят из одного человека, 11,90 % домашних хозяйств состоят из престарелых (65 лет и старше), проживающих в одиночестве. Средний размер домашнего хозяйства составляет 3,08 человека, и средний размер семьи 3,73 человека.
Возрастной состав округа: 36,50 % моложе 18 лет, 8,00 % от 18 до 24, 23,60 % от 25 до 44, 20,30 % от 45 до 64 и 11,60 % от 65 и старше. Средний возраст жителя округа 31 лет. На каждые 100 женщин приходится 98,80 мужчин. На каждые 100 женщин старше 18 лет приходится 95,40 мужчин.
Средний доход на домохозяйство в округе составлял 23 945 USD, на семью — 25 161 USD. Среднестатистический заработок мужчины был 22 460 USD против 17 895 USD для женщины. Доход на душу населения был 9 981 USD. Около 29,50 % семей и 36,50 % общего населения находились ниже черты бедности, в том числе — 46,10 % молодежи (тех кому ещё не исполнилось 18 лет) и 20,10 % тех кому было уже больше 65 лет. По уровню дохода на душу населения округ считается одним из беднейших в США.